# اچ‌ام‌اس چتم (۱۸۱۲)

طرح کشتی اچ ام اس چتم

اچ‌ام‌اس چتم (۱۸۱۲) (به انگلیسی: HMS Chatham (1812)) یک کشتی بود که طول آن ۱۷۷ فوت ۹ اینچ (۵۴٫۲ متر) بود. این کشتی در سال ۱۸۱۲ ساخته شد.